# Eleccions municipals de València de 1879
Les eleccions municipals de València de 1879 van ser unes eleccions municipals de València dins del marc de les eleccions municipals espanyoles de 1879, organitzades pel govern d'Arsenio Martínez Campos, del Partit Liberal Conservador (PLC), i celebrades el diumenge 11 de maig de 1879. En aquests comicis es renovaven 23 regidors de l'Ajuntament de València.
Tot i que per candidatures la del PLC fou la guanyadora en vots i regidors (8), les forces opositores guanyaren clarament a les del govern amb 15 regidors sumant totes les candidatures. Els conservadors triomfaren als col·legis electorals de Sant Pau, de l'Art de la Seda, Museu i la Misericòrdia; el Partit Demòcrata Possibilista (PDP) obtingué representació als col·legis de la Maestrança, Sant Julià, Museu, Vestuari, la Llotja i la Misericòrdia; el Partit Constitucional (PC) obrtingué regidors a Universitat, Patriarca, Museu, Vestuari i Llotja; per la seua banda, el Partit Demòcrata Radical (PDR) aconseguí representació a Universitat, Sant Tomàs, Sant Julià i Vestuari.

## Resultats
| Col·legi                   | Candidats                  | Electe | Partit | Vots |
| -------------------------- | -------------------------- | ------ | ------ | ---- |
| Sant Pau (3 regidors)      | José Quinzà Coll           | Sí     | PLC    | 111  |
| Sant Pau (3 regidors)      | Enrique Moret Albors       | Sí     | PLC    | 75   |
| Sant Pau (3 regidors)      | Juan Vicente Pardo Pérez   | Sí     | PLC    | 71   |
| Sant Pau (3 regidors)      | Julián López Chávarri      | No     | PC     | 27   |
| Sant Pau (3 regidors)      | Vicente Salas Quiroga      | No     | PC     | 26   |
| Sant Pau (3 regidors)      |                            |        | 310    |      |
| Art de la Seda (1 regidor) | José Giner Valero          | Sí     | PLC    | 173  |
| Art de la Seda (1 regidor) | José Morella Cayetano      | No     | n/a    | 12   |
| Art de la Seda (1 regidor) |                            |        | 185    |      |
| Universitat (2 regidors)   | Pedro Fuster Galvis        | Sí     | PDR    | 119  |
| Universitat (2 regidors)   | José María Sales Reig      | Sí     | PC     | 113  |
| Universitat (2 regidors)   | Antonio Solaso Serra       | No     | PLC    | 96   |
| Universitat (2 regidors)   | Francisco Aparici Martínez | No     | PLC    | 87   |
| Universitat (2 regidors)   |                            |        | 415    |      |
| Patriarca (1 regidor)      | Federico Cuñat ...         | Sí     | PC     | 119  |
| Patriarca (1 regidor)      | José Ortoneda Llandes      | No     | PLC    | 90   |
| Patriarca (1 regidor)      |                            |        | 209    |      |
| Sant Tomàs (1 regidor)     | José Oria Pelayo           | Sí     | PDR    | 64   |
| Sant Tomàs (1 regidor)     | Enrique Gilabert Ibarrola  | No     | PLC    | 57   |
| Sant Tomàs (1 regidor)     |                            |        | 121    |      |
| Maestrança (1 regidor)     | José Saura Lamaneta        | Sí     | PDP    | 46   |
| Maestrança (1 regidor)     | Antonio Salvador Monserrat | No     | PLC    | 37   |
| Maestrança (1 regidor)     | José María Olmos Laguarda  | No     | n/a    | 27   |
| Maestrança (1 regidor)     |                            |        | 110    |      |
| Sant Julià (2 regidors)    | Gonzalo Julián Martín      | Sí     | PDR    | 69   |
| Sant Julià (2 regidors)    | Salvador Igual Palos       | Sí     | PDP    | 67   |
| Sant Julià (2 regidors)    | Cristobal Marí Iborra      | No     | PLC    | 28   |
| Sant Julià (2 regidors)    | Antonio Silvestre Tello    | No     | PLC    | 27   |
| Sant Julià (2 regidors)    |                            |        | 191    |      |
| Museu (3 regidors)         | Gregorio García ...        | Sí     | PDP    | 69   |
| Museu (3 regidors)         | Miguel Domingo Roncal      | Sí     | PC     | 68   |
| Museu (3 regidors)         | Nicolás Márques ...        | Sí     | PLC    | 22   |
| Museu (3 regidors)         | Vicente Galiana ...        | No     | PLC    | 14   |
| Museu (3 regidors)         | Salvador Prósper ...       | No     | PLC    | 10   |
| Museu (3 regidors)         |                            |        | 183    |      |
| Vestuari (3 regidors)      | Cristòfol Pascual i Genís  | Sí     | PDR    | 81   |
| Vestuari (3 regidors)      | Onofre Peidró ...          | Sí     | PC     | 81   |
| Vestuari (3 regidors)      | Rafael Sociats ...         | Sí     | PDP    | 80   |
| Vestuari (3 regidors)      | Ramón Martínez Vallejo     | No     | PLC    | 17   |
| Vestuari (3 regidors)      | Eduardo Pons Cerdà         | No     | PLC    | 16   |
| Vestuari (3 regidors)      | Eduardo Vilar Torres       | No     | PLC    | 16   |
| Vestuari (3 regidors)      |                            |        | 291    |      |
| Llotja (2 regidors)        | José Busutil Barberá       | Sí     | PC     | 107  |
| Llotja (2 regidors)        | José Alapont ...           | Sí     | PDP    | 106  |
| Llotja (2 regidors)        | Filiberto Tuset Aguilar    | No     | Ind    | 38   |
| Llotja (2 regidors)        | Fernando Ros Andrés        | No     | Ind    | 37   |
| Llotja (2 regidors)        |                            |        | 288    |      |
| Misericòrdia (4 regidors)  | Vicent Pueyo i Ariño       | Sí     | PLC    | 129  |
| Misericòrdia (4 regidors)  | Emilio Borso di Carminati  | Sí     | PLC    | 122  |
| Misericòrdia (4 regidors)  | Jesús Lacuadra ...         | Sí     | PLC    | 111  |
| Misericòrdia (4 regidors)  | Vicente Alcaine ...        | Sí     | PDP    | 85   |
| Misericòrdia (4 regidors)  | Mariano López Benlloch     | No     | n/a    | 82   |
| Misericòrdia (4 regidors)  | José Climent Martí         | No     | n/a    | 41   |
| Misericòrdia (4 regidors)  | Fèlix Pizcueta i Gallel    | No     | n/a    | 41   |
| Misericòrdia (4 regidors)  |                            |        | 611    |      |